# 千小町
千小町（せん こまち、1991年1月29日 - ）は、日本のタレント。2011年現在はK・K・いれぶんの仁和（にんな）として活動。愛称は、こまっちゃん。
愛知県出身。元ヴィズミックスター所属。
現役女子中高生アイドルグループファンタ☆ピースの元メンバー。芸名は一般公募により決定したものである（かづき→千小町）。

## プロフィール
- スリーサイズ、靴のサイズ - B80cm、W60cm、H88cm、S24cm。
- 趣味-買物。
- 特技-ドラム。

## 出演

### テレビ
- ファンタくらぶ（2007年2月 - 、ケーブルウエストコミュニティチャンネル）
- 天使らんまん（2007年2月 - 、毎日放送）：エンディングテーマ

### ラジオ
- ファンタスター学園（2007年1月 - 2008年3月、ラジオ大阪）
- ファンタスターハウス（2008年4月 - 9月、ラジオ大阪）

### CM
- 週3日制予備校 サクセス（2007年3月 - ）